# Tramlijn 1 (Amsterdam)
 Tramlijn 1 is een tramlijn in Amsterdam op de route Station Muiderpoort – Weesperplein –  Leidseplein – Surinameplein – Osdorp – De Aker (Matterhorn).

## Geschiedenis

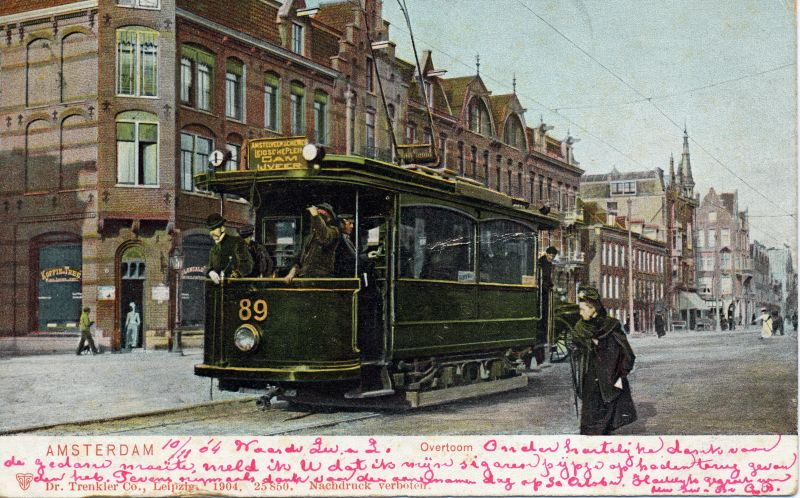
Tramlijn 1 met motorwagen 89 in de begindagen op de pas gedempte Overtoom; 1904.

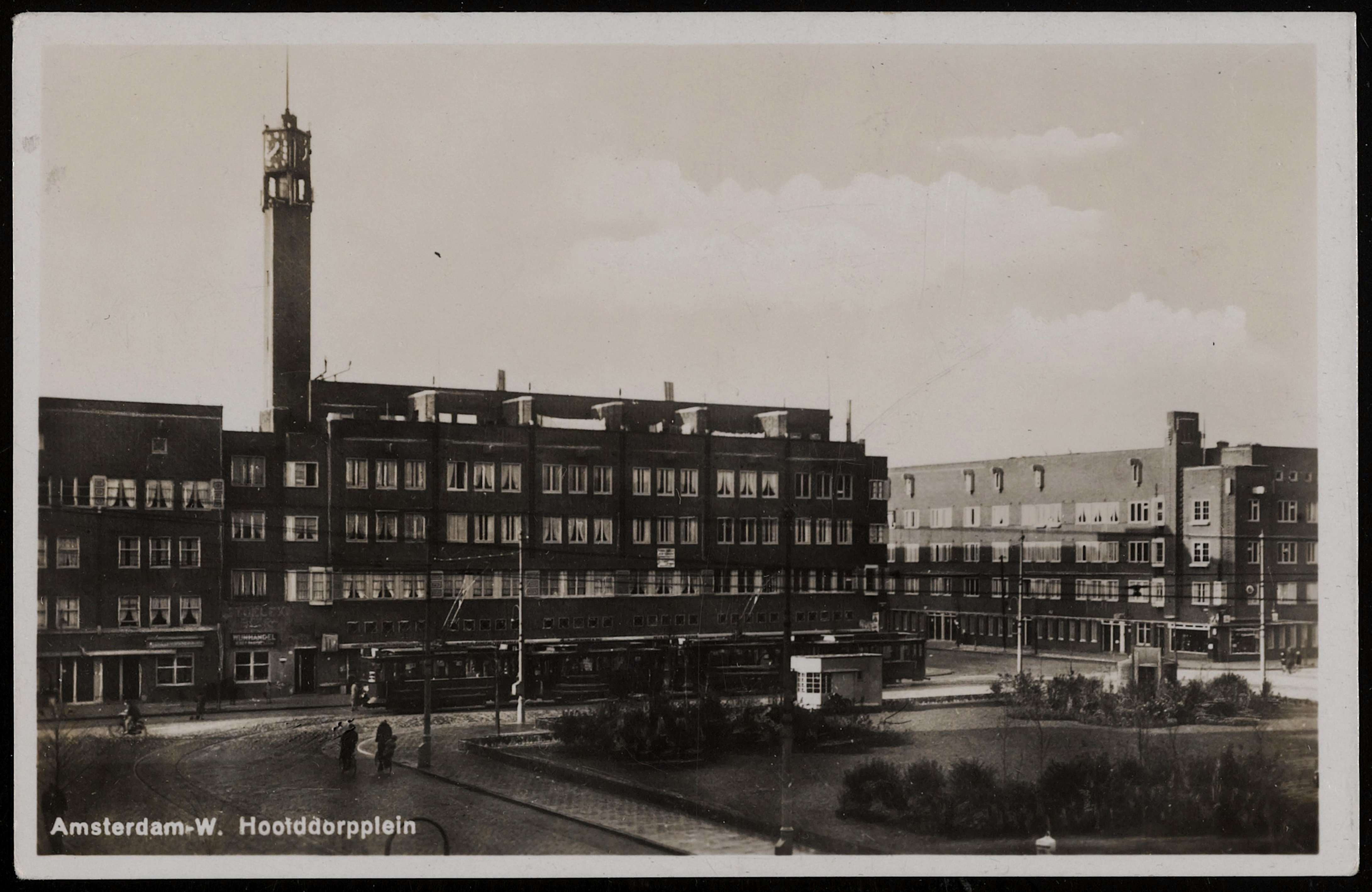
Eindpunt Hoofddorpplein lijn 1 in 1933 met toren

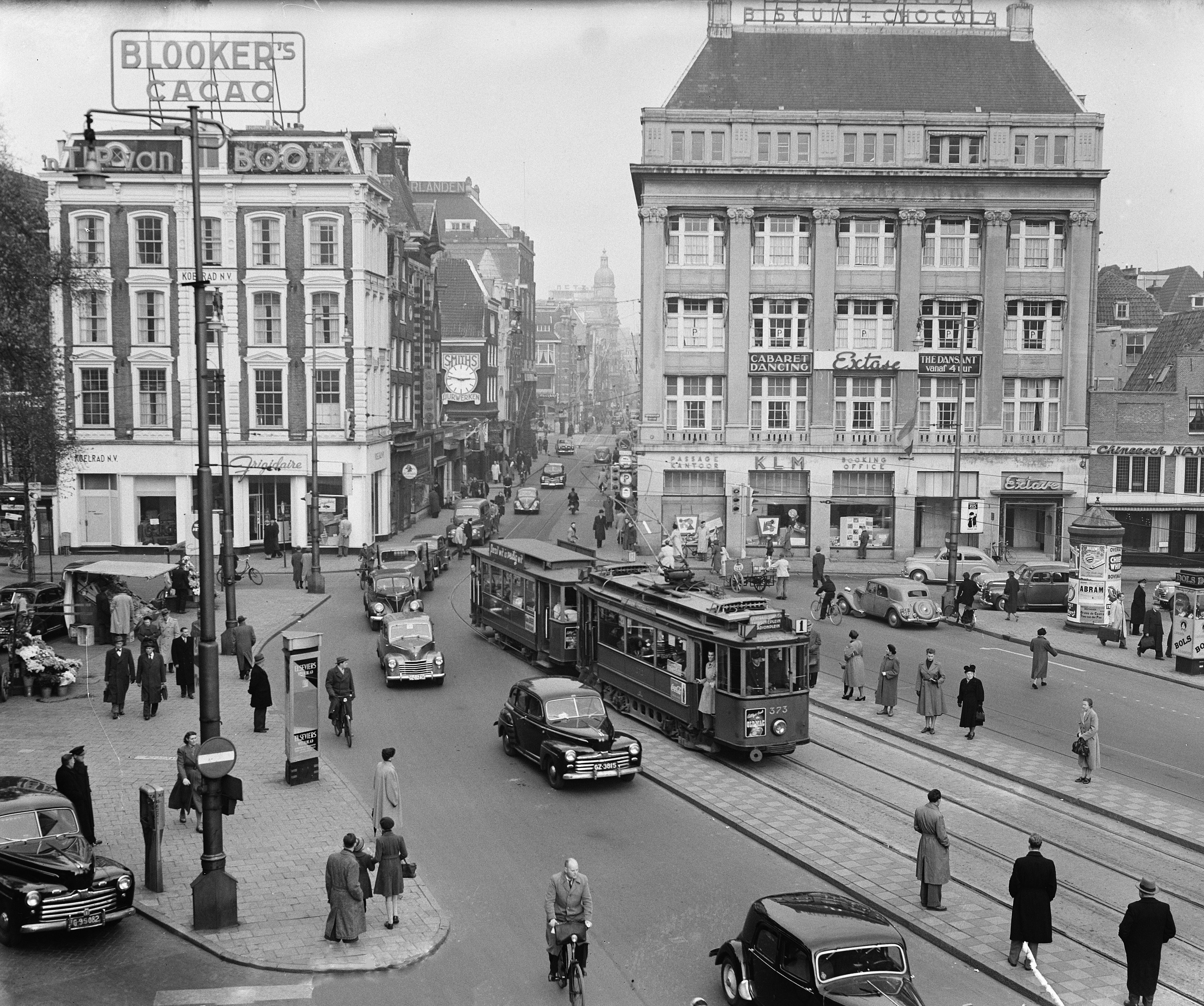
Motorwagen 373 met een bijwagen uit de serie 600 rijdt vanuit de Leidsestraat het Leidseplein op; 22 oktober 1952.

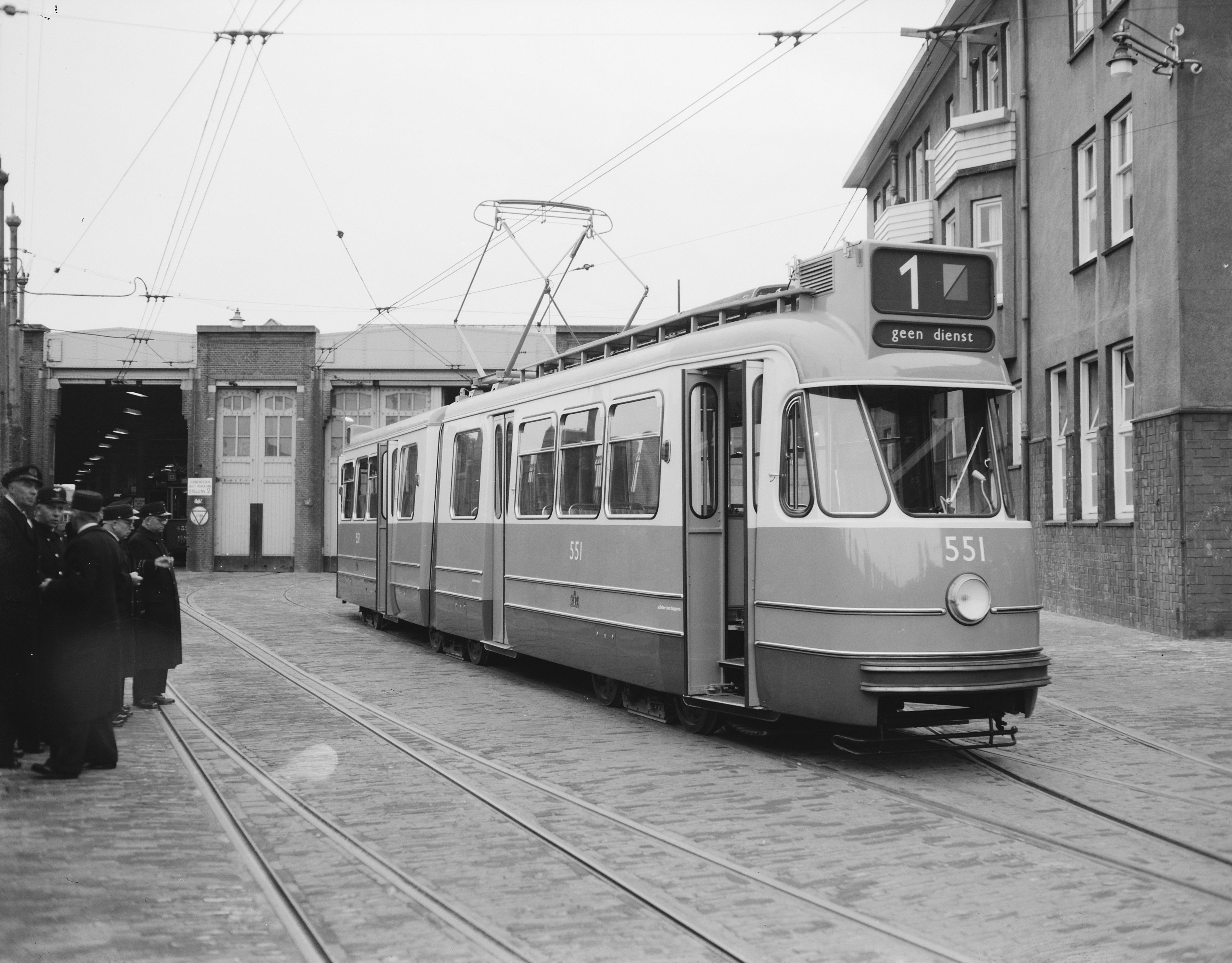
Motorwagen 551, de eerste gelede tram van Amsterdam, kort voor de indienststelling op lijn 1 in 1957.

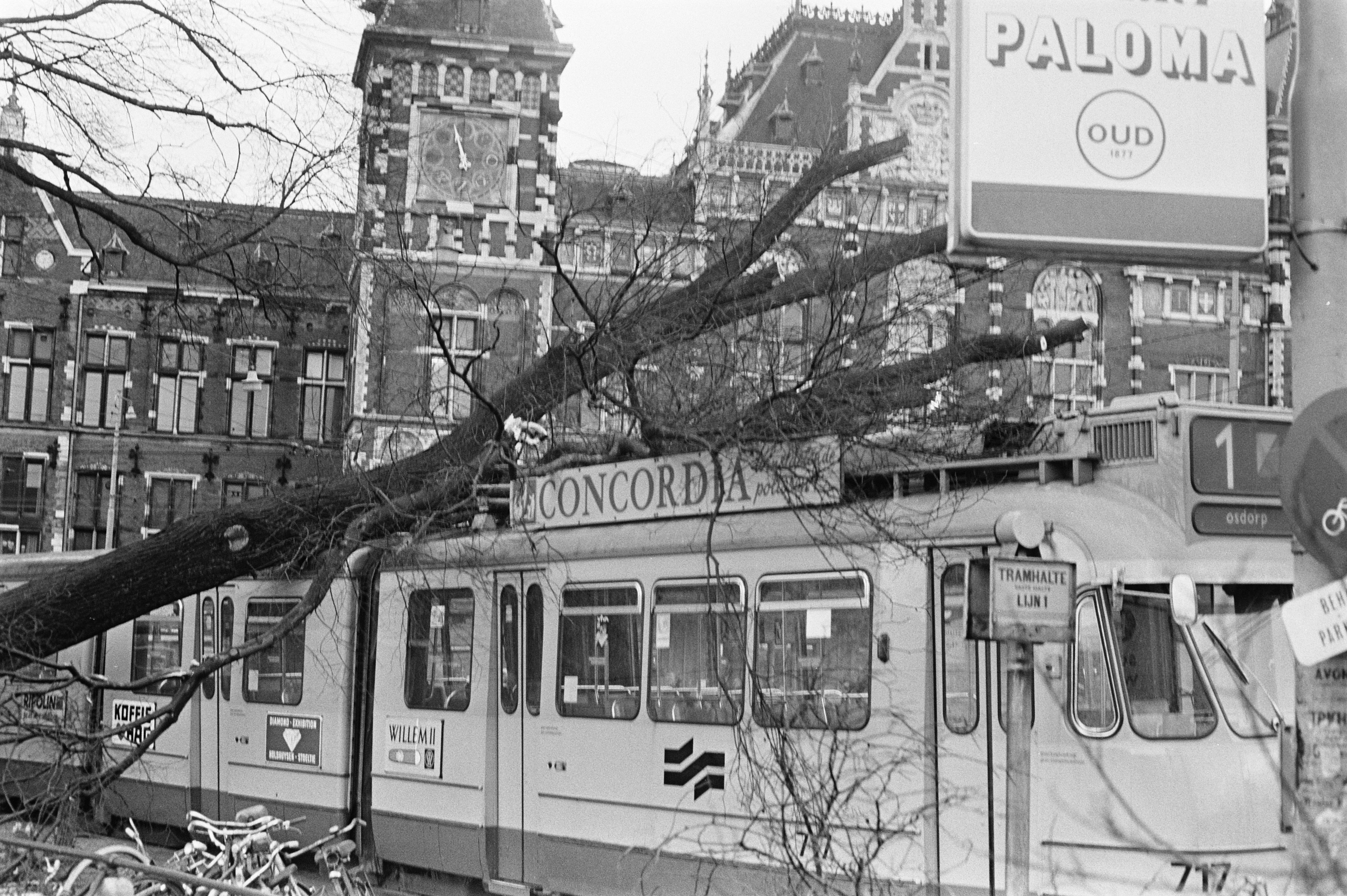
Boom gevallen op motorwagen 717 op 13 november 1972 tijdens zware storm

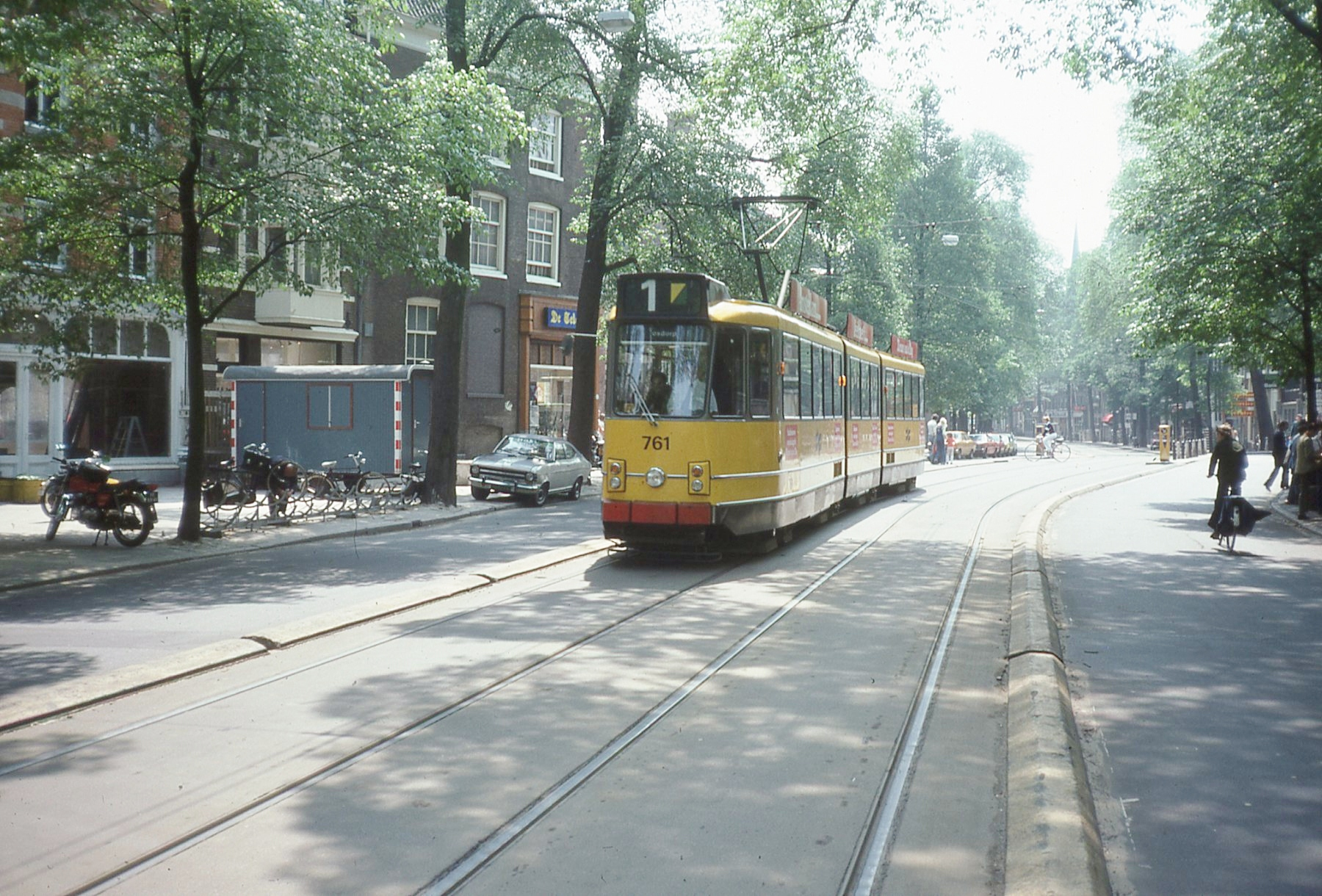
Tramlijn 1 met gelede wagen 761 (8G) op de Nieuwezijds Voorburgwal; 1976.

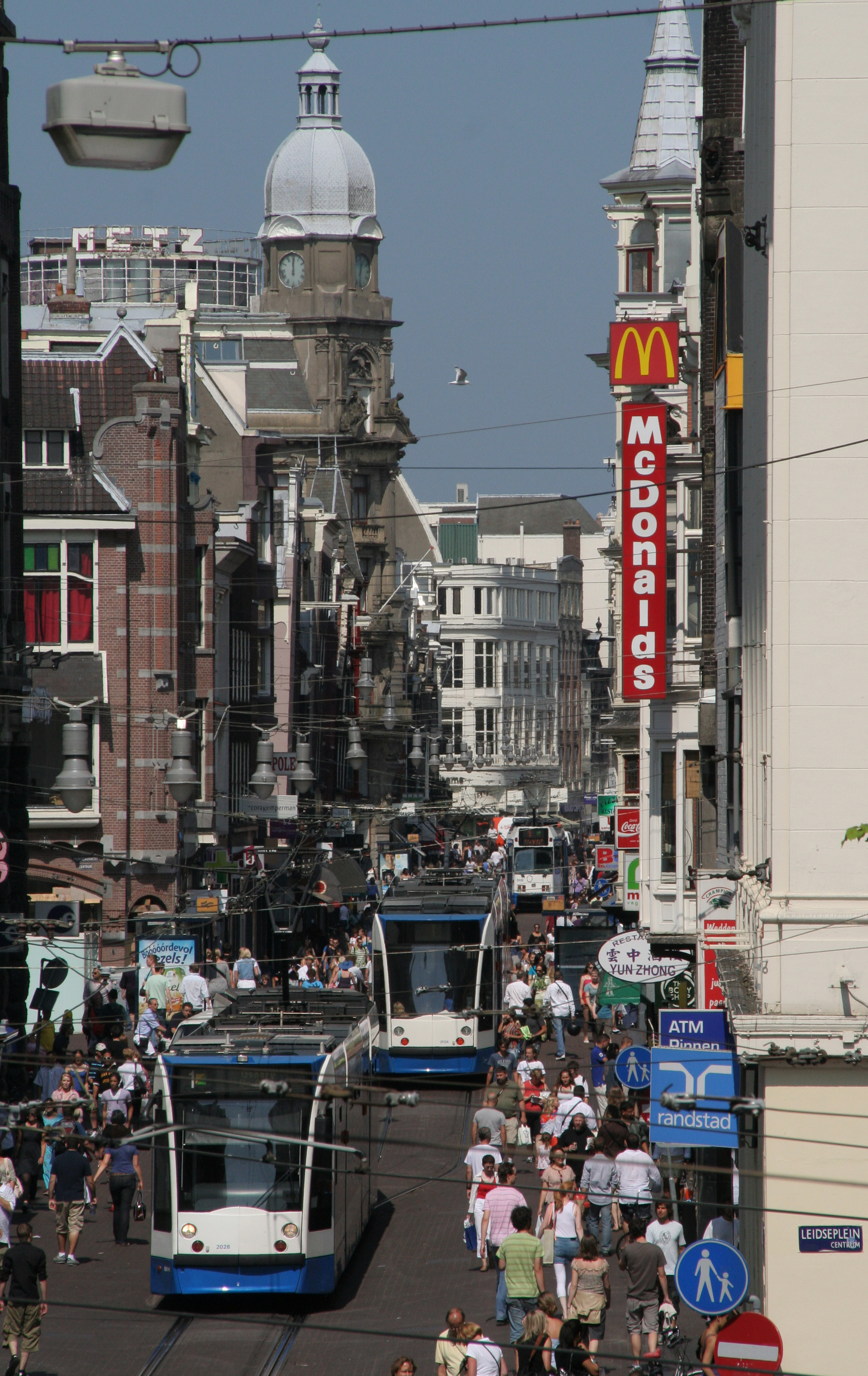
Tram van lijn 1 door de Leidsestraat.

De Amsterdamse tramlijn 1 was de opvolger van de omnibus en paardentram op deze route. Op 10 oktober 1872 werd een paardenomnibus in gebruik genomen op de route 
Dam –Spuistraat– Leidschestraat – Vondelstraat. De elektrische tram werd ingesteld op 20 februari 1904 en had toen de route: Dam – Nieuwezijds Voorburgwal – Leidsestraat – Leidseplein – Overtoom – Amstelveenseweg. 
Van 12 maart 1904 tot 23 juli 1904 werd tijdelijk gereden naar het IJveer. Op 31 maart 1904 werd de lijn doorgetrokken over de Amstelveenseweg tot bij de Schinkelhaven en vanaf 20 mei 1906 verder naar het kringspoor Saxen Weimarlaan / Sophialaan. Op 6 juli 1911 werd via de Nieuwezijds Voorburgwal doorgereden naar het Centraal Station. Vanaf 15 mei 1918 werd stadinwaarts gereden via de Zocherstraat in plaats van de Amstelveenseweg. 
Op 11 december 1929 werd de lijn verlengd via de Zeilstraat naar het Hoofddorpplein waarbij de lus Saxen Weimarlaan / Sophialaan verviel. Op 13 augustus 1948 werd de route verlegd via de Amstelveenseweg naar het Stadionplein een traject dat niet meer in de normale dienst werd bereden. Bij die gelegenheid werd lijn 2 verlengd door de Zeilstraat naar het Hoofddorpplein. Hierdoor waren er op het kruispunt Amstelveenseweg met Koninginneweg en Zeilstraat in de normale dienst geen afslaande trambewegingen meer.   
Op 17 oktober 1971 werd, in het kader van de nota Lijnen voor morgen waarbij men voorzag in een wijdmazig tramnet met vrije trambanen en hoge frequenties, de route via de Amstelveenseweg verlaten en ging lijn 1 de verbinding verzorgen naar Osdorp via de route die tot dan toe door lijn 17 werd gereden. Via Surinameplein – Cornelis Lelylaan – Meer en Vaart – Osdorpplein – Tussen Meer naar het Dijkgraafplein. Op de Overtoom vervielen 2 haltes waarvan er één naderhand weer terugkeerde.
Tussen het Surinameplein en het Dijkgraafplein was al sinds 1962 een vrije baan. In 1971 werd in de Surinamestraat, op de Overtoom, Stadhouderkade en Leidsebrug tot het Leidseplein een vrije baan gerealiseerd door middel van gele betonnen persrichels langs de trambaan. Tevens werd de Leidsestraat vanaf de zomer van 1971 autovrij gemaakt met een regeling voor laden en lossen. Voor fietsers was de straat al sinds 1960 verboden gebied; deze werden verwezen naar een parallelle straat waarbij er door de politie werd gehandhaafd. Hierbij werden de wisselplaatsen op de bruggen verlengd zodat voortaan twee dubbelgelede trams op de bruggen pasten. De Leidsestraat was voortaan uitsluitend voor trams en voetgangers bestemd Het traject tussen het Koningsplein en het Centraal Station kreeg pas een jaar later een vrije baan.  
Lijn 1 bediende Osdorp in de eerste jaren in de spitsuren met maximaal 32 dienstwagens in een 2- tot 3-minutendienst. Op het traject tussen de Eerste Constantijn Huygensstraat en het Centraal Station kwamen daar de trams van lijn 2 nog bij, waardoor er hier een zeer intensieve tramdienst was.
Mede door vergrijzing van de bevolking in de Westelijke Tuinsteden werden het aantal dienstwagens en de frequentie in de loop der jaren verminderd. De opening van Station Lelylaan in 1986 betekende een nieuwe toeloop van passagiers. Daarom keerde vanaf 1988 ook lijn 17 weer terug in Osdorp (tot aan het Osdorpplein), waardoor de dienst weer intensiveerde.
Omdat de frequentie in 1993 van lijn 1, behalve op zaterdag, verder was verlaagd bestond er tussen september 1993 en mei 1996 een hulplijn 11 op het gedeelte Surinameplein – Centraal Station. Met ingang van de zomerdienst 1996 verdween lijn 11 omdat de frequentie van lijn 1 weer werd verhoogd.
In december 2001 werd het laatste deel van de route vanaf Meer en Vaart verlegd via de Pieter Calandlaan en de Akersingel naar het nieuwe eindpunt Matterhorn in De Aker. Lijn 17 nam, net als tussen 1962 en 1971, de route naar het Dijkgraafplein weer over. In de loop der jaren verdwenen een aantal haltes of werden samengevoegd. 
Op 22 juli 2018, de dag dat de exploitatie op de Noord/Zuidlijn startte, werd lijn 1 vanaf het Leidseplein verlegd over de vroegere route van lijn 7 naar het Muiderpoortstation. Lijn 11 nam vanaf het Leidseplein het traject via de Leidsestraat naar het Centraal Station over. Anderhalf jaar later, op 17 maart 2020, kwam er een einde aan lijn 11, waarmee de tramverbinding tussen Leidsestraat en Overtoom definitief werd verbroken. 
Op 29 maart 2026 krijgt tramlijn 1 een route wijziging en rijdt dan naar het  Azartplein 